# Licania retifolia
Licania retifolia är en tvåhjärtbladig växtart som beskrevs av Sidney Fay Blake. Licania retifolia ingår i släktet Licania och familjen Chrysobalanaceae. Inga underarter finns listade i Catalogue of Life.